# Балка Каїрка
Балка Каїрка (рос. б. Каирка, Б. Долгая Каирка) — балка (річка) в Україні у Горностаївському районі Херсонської області. Ліва притока Дніпра (басейн Дніпра).

## Опис
Довжина балки приблизн 20,59 км, найкоротша відстань між витоком і гирлом — 17,68  км, коефіцієнт звивистості річки — 1,16 . Формується декількома балками та загатами. У верхів'ї балка зневоднена.

## Розташування
Бере початок на північно-західній стороні від села Кочубеївка. Тече переважно на південний захід понад селом Зелений Под і на південній околиці села Каїри впадає у річку Дніпро (Каховське водосховище).

## Цікаві факти
- У пригирловій частині балку перетинає автошлях Т 0804 (автомобільний шлях територіального значення в Запорізькій та Херсонській області. Проходить територією Кам'янсько-Дніпровського, Верхньорогачицького, Великолепетиського та Каховського районів через Кам'янку-Дніпровську — Велику Лепетиху — Каховку. Загальна довжина — 105,4 км.)
- У XIX столітті навколо балки існувало декілька скотних дворів[2].
- У пониззі річки створено ландшафтний заказник місцевого значення Каїрська балка.